# Alan Heeger
Alan Jay Heeger (22 janvier 1936 à Sioux City, Iowa, États-Unis) est un physicien américain. Alan MacDiarmid, Hideki Shirakawa et lui sont colauréats du prix Nobel de chimie de 2000 « pour leur découverte des polymères conducteurs ».

## Biographie
Il est professeur à l'université de Californie à Santa Barbara.
Il est corécipiendaire avec Alan MacDiarmid et Hideki Shirakawa du prix Nobel de chimie en 2000 pour leur découverte des polymères conducteurs.
Il a reçu en 1983 le prix Oliver E. Buckley de la matière condensée décerné par la Société américaine de physique. Il a reçu en 1995 le Prix Balzan pour la science des matériaux nouveaux non-biologiques.